# جان لینتورن آرابین سیمونز
جان لینتورن آرابین سیمونز (انگلیسی: Lintorn Simmons؛ ۱۲ فوریه ۱۸۲۱ – ۱۴ فوریه ۱۹۰۳) فرد نظامی اهل پادشاهی متحد بریتانیای کبیر و ایرلند بود. وی همچنین برندهٔ جوایزی همچون نشان حمام شده‌است.